# Marie Baraillé
Marie Baraillé, née Barraillé le 6 janvier 1895 à Peyriac-Minervois où elle est morte le 13 juillet 1968, est une écrivaine française en langue occitane et française. Son pseudonyme est "La Fialaira" (la fileuse en occitan).

## Biographie
Marie Baraillé est née à Peyriac-Minervois dans l'Aude. Elle est d'abord professeure à l'École normale de Carcassonne. Le 24 juin 1928, sont organisés à Castelnaudary les premiers Jeux floraux scolaires et ses élèves y participent.En 1935, elle est vice-présidente de l'Escola audenca (école félibréenne de l'Aude, fondée en juin 1892 par Marceau Esquieu, félibre rouge qui se démarque du félibrige traditionnel).
Catholique fervente, c'est une proche collaboratrice de l'abbé Salvat. Elle assure son intérim à la direction du Collège d'Occitanie à Toulouse pendant sa déportation en 1944-45. Elle est aussi membre de l'Escola occitana et collaboratrice du Gai Saber.

## Œuvres
- L'ome blanc, d'après la pièce de l'abbé F. Sarran, adaptation. languedocienne réalisée avec Cécile Cuxac (Toulouse, Collège d'Occitanie, 1934),
- La trapèla de Sant Josèp (id. 1936),
- Cant nobial – Uèi dins nostre glèiza polida… paraulas de Maria Baraillé, muzica de Déodat de Séverac, la musique est perdue, seules les paroles sont conservées. 1910?20?
- Articles dans la revue Gai Saber[6]